# Роут (Пенсільванія)
Роут (англ. Rote) — переписна місцевість (CDP) в США, в окрузі Клінтон штату Пенсільванія. Населення — 488 осіб (2020).

## Географія
Роут розташований за координатами 41°4′41″ пн. ш. 77°24′41″ зх. д. / 41.07806° пн. ш. 77.41139° зх. д. (41.078131, -77.411374).  За даними Бюро перепису населення США в 2010 році переписна місцевість мала площу 2,82 км², уся площа — суходіл.

## Демографія
Згідно з переписом 2010 року, у переписній місцевості мешкало 507 осіб у 208 домогосподарствах у складі 157 родин. Густота населення становила 180 осіб/км².  Було 221 помешкання (78/км²).
Расовий склад населення:
| - 98,4 % — білих - 0,6 % — азіатів - 1,0 % — осіб інших рас |

До двох чи більше рас належало 0,0 %. Частка іспаномовних становила 1,4 % від усіх жителів.
За віковим діапазоном населення розподілялося таким чином: 18,5 % — особи молодші 18 років, 62,8 % — особи у віці 18—64 років, 18,7 % — особи у віці 65 років та старші. Медіана віку мешканця становила 47,3 року. На 100 осіб жіночої статі у переписній місцевості припадало 101,2 чоловіків;  на 100 жінок у віці від 18 років та старших — 101,5 чоловіків також старших 18 років.
Середній дохід на одне домашнє господарство  становив 56 587 доларів США (медіана — 44 792), а середній дохід на одну сім'ю — 63 227 доларів (медіана — 55 972). За межею бідності перебувало 15,4 % осіб, у тому числі 13,7 % дітей у віці до 18 років та 12,3 % осіб у віці 65 років та старших.
Цивільне працевлаштоване населення становило 372 особи. Основні галузі зайнятості: освіта, охорона здоров'я та соціальна допомога — 24,5 %, виробництво — 19,1 %, роздрібна торгівля — 15,1 %.